# Raimundo Angelim
Raimundo Angelim Vasconcelos (Rio Branco, Acre, 19 de febrero de 1955) es un economista y político brasileño. 

## Biografía
Está casado en segundas nupcias con una enfermera, con la que tiene dos hijas. Estudió economía en la UFAC (Universidad Federal del Acre). Fue profesor universitario y director del departamento de Economía en dicha facultad. Está afiliado al PT desde 1995.
Fue número 2 del estado de Acre, durante el gobierno de Jorge Viana. En 2000, se presentó a la alcaldía de Rio Branco, pero perdió frente a Flaviano Melo. Dos años después, fue elegido diputado al parlamento del estado de Acre. En 2004, ganó las elecciones a alcalde de Rio Branco y reelegido en 2008.
| Predecesor: Flaviano Melo | Alcalde de Rio Branco (Acre) 2004-en el cargo | Sucesor: En el cargo |